# Infinite Granite
Infinite Granite é o quinto álbum de estúdio da banda americana Deafheaven, lançado em 20 de agosto de 2021, pela Sargent House. O álbum se enquadra em um estilo mais relacionado ao shoegaze.  O álbum representa um afastamento dramático das influências do black metal presente nos álbuns anteriores da banda e uma mudança em direção a um estilo shoegaze com vocais limpos do vocalista George Clarke.  O álbum surge como uma maneira dos integrantes explorarem composições mais melódicas. 
Mesmo com vocais mais limpos, George Clarke não abandona o gutural neste álbum. A técnica vocal pode ser encontrada nas faixas Villain e Mombasa.
1. ↑  Cohen, Ian (August 19, 2021). «The Sunbathers Turn to the Light: Deafheaven Is Back, and Clearer Than Ever». The Ringer. Consultado em August 20, 2021 Verifique data em: |acessodata=, |data= (ajuda)